# Учителско дело
Вестник „Учителско дело“ е първият български учителски вестник, издаван в наши дни от Синдиката на българските учители (СБУ). Вестникът е правоприемник на учителския просветителски печат у нас от 1895 г. Настоящ главен редактор е д.ик.н. Янка Такева.
Вестникът съдържа материали в помощ на учителите и служителите в системата на средното образование в 40 броя годишно.
През 2015 г. е издадена книгата „Златното време на един вестник“, дело на Мария Галишка-Владимирова, която включва спомените на 36 колеги и сътрудници на изданието в периода след 1981 г.

## История
Едни от първите вестници в България са учителски, а първият учителски вестник е „Учителско дело“. Сред тях е и „Учителско дело“, който е сред малкото, запазили името си въпреки политическите промени през годините. В началото е списван основно от учители, а през 70-те новият главен редактор Дамян Обрешков привлича и млади журналисти, като колективът наброява близо 50 души. Достига до тираж от 80 000. Дългогодишен негов редактор е Пенчо Чернаев (р. 4.12.1927, главен редактор от 60-те години на XX век).
Дълго време изданието е общо дело на Образователното министерство и СБУ: „Орган на Министерството на народната просвета и на ЦК на Съюза на българските учители“, а след преминаването към демокрация: „Вестник на българското учителство – издание на Синдиката на българските учители“. След демократичните промени от 1989 г. вестникът се разделя на два вестника – „Учителско дело“, издаван от СБУ, и нов вестник на име „Аз-буки“ – официално издание на Министерството на образованието и науката на България. В периода на преход към демокрация след 1989 г. „Учителско дело“ е първият цензуриран и спрян от властта вестник, след като помества словото на генерал Славчо Трънски за Тодор Живков, произнесено в българския парламент.